# 瓦薩里·陶馬什
瓦薩里·陶馬什（匈牙利語：Vásáry Tamás，匈牙利語發音：[ˈvaːʃaːri ˈtɒmaːʃ]，1933年8月11日—），匈牙利鋼琴家、指揮家。

## 生平
瓦薩里在德布勒森出生，8歲時第一次登台演奏。隔年，他完成了自己的專場鋼琴獨奏會。由於其罕見的音樂天賦，多赫南伊·埃尔诺破格將他收入門下。在李斯特音乐学院，瓦薩里與Gát József、Hernád Lajos等人學習，此外也擔任柯达伊·佐尔丹的助理。14歲時，瓦薩里獲得李斯特鋼琴大賽首獎，之後更陸續斬獲蕭邦大賽、伊莉莎白女王大賽等重要鋼琴獎項。
1956年，他離開匈牙利，前往瑞士。六〇年代起巡迴西歐各主要都市，之後將自己的音樂活動集中在倫敦。這段期間他為DG灌錄了許多唱片，內容大致為浪漫主義音樂，包括肖邦、李斯特、拉赫玛尼诺夫等人的作品。
指揮領域方面，自1979年起與费舍尔·伊万共同擔任皇家北方交響樂團藝術總監，至1982年為止。1989年至1997年間擔任伯恩茅斯小交響樂團首席指揮。1993年至2004年間則是匈牙利廣播交響樂團首席指揮。除固定職務之外，瓦薩里亦應邀於英、美各主要樂團客席演出。

## 作品

### 錄音
- 貝多芬交響曲
  - 第6號交響曲，布達佩斯交響樂團，Hungaroton（HCD 31720）
  - 第9號交響曲，布達佩斯交響樂團，Hungaroton（HCD 31722）
- 蕭邦鋼琴協奏曲，皇家北方交響樂團[2]
- 拉赫瑪尼諾夫鋼琴協奏曲，Yuri Ahronovitch，伦敦交响乐团，DG（453 136-2）

## 獲獎與榮譽
- 聯合國教科文組織莫札特獎章（英语：UNESCO Mozart Medal），2012年9月

## 個人生活
瓦薩里的家族在蘇聯時期曾遭受迫害，鑑於其音樂成就，比利時女王特別授爵予他，藉以援救其家族人士。

## 外部連結
- 瓦薩里·陶馬什的Discogs页面（英文）

| 文化職務                  | 文化職務                                                         | 文化職務                     |
| ------------------------- | ---------------------------------------------------------------- | ---------------------------- |
| 前任： Christopher Seaman | 皇家北方交響樂團藝術總監 1979年–1982年 （與费舍尔·伊万共同在任） | 繼任： Richard Hickox        |
| 前任： 罗杰·诺林顿        | 伯恩茅斯小交響樂團首席指揮 1989年–1997年                         | 繼任： Alexander Polianichko |